# João Fernandes Vieira
João Fernandes Vieira, né en 1610 à Funchal et mort le 10 janvier 1681 à Olinda, est un militaire et planteur portugais du XVIIe siècle, qui a compté parmi les principaux chefs de file dans la lutte pour l'expulsion des Néerlandais du Brésil, en 1654.

## Biographie
João Fernandes Vieira est né Francisco de Ornelas, en 1610 à Olinda, ville coloniale portugaise située en face de Recife, au Pernambouc. Il travailla dans le commerce à Olinda et participé, aux côtés des forces du chef militaire Matias de Albuquerque, à la résistance des portugais à la seconde des invasions hollandaises du Brésil en 1630, après la première en 1624 à Bahia. 
Quelques années plus tard, il travailla à Récife pour un marchand juif néerlandais et nouveau propriétaire de moulin à sucre, Jacob Stachhouwer, un partenaire de la Compagnie néerlandaise des Indes occidentales. Jacob Stachhouwer avait acheté le 27 mai 1637, pour 62000 florins, le moulin à sucre Saint Charles, confisqué à Charles Francisco, situé dans la Capitainerie du Pernambouc. Mais il a abandonné sa culture, reprenant le chemin des Pays-Bas en 1638.
Optant finalement pour la coexistence pacifique avec les envahisseurs, connaissant bien leur gouverneur Nassau-Siegen, João Fernandes Vieira accumula les propriétés rurales, et devint un riche propriétaire de plantations qu'il perdit plus tard en raison de la guerre.
Il a par ailleurs exercé de nombreuses fonctions politiques : échevin de la ville Mauritsadt (1641-1643), fermier de la taxe sur le sucre et le bois brésil, et responsable de la poursuite des esclaves échappés. 
En collaborant activement à l’installation et au fonctionnement du gouvernement
néerlandais, il a obtenu ses faveurs. En 1645, il était propriétaire d’au moins cinq plantations de culture de la canne à sucre, dont l'achat n'avait pas encore été payé. 
Vieira était deuxième dans la liste des débiteurs de la colonie que devaient le plus aux Néerlandais, avec une dette de 321000 florins, dépassée seulement par celle de Jorge Homem Pinto, qui dépassait un million de florins.
En 1642, Nassau-Siegen annula les dettes, auprès de marchands privés, des deux plus gros débiteurs, Jorge Homem Pinto et João Fernandes Vieira. Il a ainsi récompensé les planteurs qui s'étaient pas retirés au sud du Brésil, en invoquant l’obéissance à la Couronne et aux ordres de Matthias de Albuquerque, par refus de vivre sous le joug hérétique
Par la suite, Fernandes Vieira, en 1643 et 1644, a commencé à faire pression sur les autres débiteurs de la Compagnie des Indes occidentales. Mais à la différence d'un troisième, Gaspar Dias Ferreira (1595-1659), qui fuira en Hollande en 1644, il est resté après le départ de Nassau-Siegen de Recife, en 1644 aux Pays-Bas. 
C'est la période où il commença à s'opposer aux envahisseurs hollandais, assumant la direction de l' insurrection de 1645, visant à expulser les hérétiques du sol brésilien, et recevant le soutien de son ami, le prêtre Manuel Calado, qui appela le peuple à se battre depuis sa chaire.